# 김재홍 (1939년)
김재홍(金在烘, 1939년 3월 8일~2024년 3월 4일)은 대한민국의 기업인, 복지기관단체인이다.
1939년 경상남도 진주에서 태어났다. 1962년 영남대학교 화학공학과를 졸업하였다. 이후 1965년 전매청에 입사하여, 1997년 12월부터 2000년 12월까지 한국담배인삼공사 사장을 거쳐, 2003년부터 2011년 12월까지 KT&G복지재단 이사장을 지냈다. 그러나 2011년 12월에 제일저축은행 유동천 회장으로 청탁과 함께 수억원대 금품을 받은 혐의로 구속 기소됐다. 2024년 3월 4일 숙환으로 사망하였다.
이명박 대통령의 사촌 처남(영부인 김윤옥의 사촌 오빠)이다.

## 학력
- 1962년 영남대학교 화학공학과 졸업

## 약력
- 1965년 전매청 입사(대구연초창)
- 1985년 녹조근정포장
- 1990년 고려인삼창 총무국장
- 1991년 한국담배인삼공사 기획조정국장
- 1995년 한국담배인삼공사 영업본부장
- 1996년 한국담배인삼공사 서울지역본부장
- 1997년 4월 한국담배인삼공사 부사장
- 1997년 6월 한국담배인삼공사 사장 직무 대행
- 1997년 12월~2000년 12월 한국담배인삼공사 사장
- 1999년 대통령표창
- 2003년~2011년 KT&G복지재단 이사장

## 가족 관계
- 배우자: 윤우자
- 슬하: 김소희, 김준우

| 전임 김영태 | 제4대 한국담배인삼공사 사장 1997년 12월~2000년 12월 | 후임 곽주영 |

|  | 제1대 KT&G복지재단 이사장 2003년~2011년 12월 | 후임 곽영균 |